# Heat Waves
Heat Waves è un singolo del gruppo musicale britannico Glass Animals, pubblicato il 29 giugno 2020 come quarto estratto dal terzo album in studio Dreamland.

## Descrizione
Il brano, di genere R&B e pop psichedelico, è diventato popolare grazie al social TikTok. È stato incluso nelle colonne sonore dei videogiochi FIFA 21 e Forza Horizon 5.

## Video musicale
Il video musicale, diretto da Colin Read e girato a Londra, è stato reso disponibile sul canale YouTube del gruppo in concomitanza con la pubblicazione del singolo.

## Tracce
Download digitale, streaming – Diplo Remix
1. Heat Waves (Diplo Remix) – 2:21

Download digitale, streaming – Expansion Pack
1. Heat Waves – 3:58
2. Heat Waves (Oliver Heldens Remix) – 4:03
3. Heat Waves (Sonny Fodera Remix) – 3:11

## Successo commerciale
In madrepatria Heat Waves è divenuto il primo singolo del gruppo ad entrare nella Official Singles Chart, raggiungendo originariamente la top twenty al 19º posto nella pubblicazione del 6 maggio 2021 con un conteggio complessivo di 19 917 unità. A settembre 2021, dopo aver ricevuto un nuovo flusso di popolarità, il brano ha risalito la classifica fino a toccare un nuovo picco di 5 nella pubblicazione del 14 ottobre con 31 277 unità totalizzate. È risultata l'8ª canzone più consumata nel paese durante la prima metà del 2022.
In Australia il brano ha raggiunto la vetta della classifica dei singoli nella settimana del 1º marzo 2021, spodestando Drivers License di Olivia Rodrigo. È diventata la prima numero uno dei Glass Animals, che si è distinto per essere stato il primo gruppo britannico a raggiungere tale traguardo dai Clean Bandit che nel 2016 arrivarono al vertice con Rockabye.
Negli Stati Uniti il singolo ha segnato il primo ingresso del gruppo nella Billboard Hot 100, debuttando al 100º posto nella pubblicazione del 16 gennaio 2021 e raggiungendo in seguito il 10º nella classifica del successivo 13 novembre 2021 con 30,8 milioni di audience radiofonica, 15,1 milioni di stream e 2 800 download. Tale scalata alla top ten, durata 42 settimane, è divenuta la più lunga nella storia della classifica, sorpassando Before He Cheats di Carrie Underwood che nel 2007 impiegò 38 settimane prima di raggiungere la regione. A marzo 2022, grazie ad altri 66,7 milioni di ascolti via radio, 14,8 milioni di stream e 2 900 copie digitali, Heat Waves ha raggiunto il vertice della classifica, durante la sua 59ª settimana, superando il record di All I Want for Christmas Is You di Mariah Carey nel maggior numero di settimane trascorse in classifica prima di ascendere al numero uno. Nella pubblicazione del 22 ottobre 2022 il singolo ha totalizzato 91 settimane di permanenza nella Hot 100, sorpassando Blinding Lights di The Weeknd nel record di canzone più longeva in classifica.

## Classifiche

### Classifiche settimanali
| Classifica (2021-23) | Posizione massima |
| -------------------- | ----------------- |
| Argentina            | 98                |
| Australia            | 1                 |
| Austria              | 2                 |
| Belgio (Fiandre)     | 4                 |
| Belgio (Vallonia)    | 7                 |
| Bielorussia          | 90                |
| Bulgaria             | 10                |
| Canada               | 1                 |
| Croazia              | 10                |
| Danimarca            | 9                 |
| Estonia              | 32                |
| Filippine            | 20                |
| Finlandia            | 7                 |
| Francia              | 14                |
| Germania             | 2                 |
| Grecia               | 2                 |
| India                | 1                 |
| Indonesia            | 6                 |
| Irlanda              | 5                 |
| Islanda              | 5                 |
| Israele              | 79                |
| Italia               | 36                |
| Kazakistan           | 191               |
| Libano               | 14                |
| Lituania             | 1                 |
| Lussemburgo          | 1                 |
| Malaysia             | 4                 |
| Norvegia             | 2                 |
| Nuova Zelanda        | 2                 |
| Paesi Bassi          | 6                 |
| Panama               | 52                |
| Paraguay             | 98                |
| Perù                 | 175               |
| Polonia              | 10                |
| Portogallo           | 4                 |
| Regno Unito          | 5                 |
| Repubblica Ceca      | 1                 |
| Romania              | 4                 |
| Russia               | 29                |
| Singapore            | 2                 |
| Slovacchia           | 1                 |
| Spagna               | 49                |
| Stati Uniti          | 1                 |
| Sudafrica            | 11                |
| Svezia               | 6                 |
| Svizzera             | 1                 |
| Ungheria             | 2                 |
| Vietnam              | 16                |

### Classifiche di fine anno
| Classifica (2021) | Posizione |
| ----------------- | --------- |
| Australia         | 1         |
| Austria           | 12        |
| Belgio (Fiandre)  | 31        |
| Canada            | 13        |
| Danimarca         | 36        |
| Francia           | 84        |
| Germania          | 19        |
| India             | 11        |
| Irlanda           | 6         |
| Islanda           | 25        |
| Norvegia          | 15        |
| Nuova Zelanda     | 1         |
| Paesi Bassi       | 23        |
| Portogallo        | 25        |
| Regno Unito       | 8         |
| Stati Uniti       | 16        |
| Svezia            | 32        |
| Svizzera          | 9         |
| Ungheria          | 24        |
| Classifica (2022) | Posizione |
| Australia         | 2         |
| Austria           | 1         |
| Belgio (Fiandre)  | 10        |
| Belgio (Vallonia) | 14        |
| Brasile           | 140       |
| Canada            | 3         |
| Danimarca         | 21        |
| Francia           | 31        |
| Germania          | 2         |
| India             | 1         |
| Islanda           | 11        |
| Italia            | 49        |
| Lituania          | 2         |
| Norvegia          | 14        |
| Nuova Zelanda     | 3         |
| Paesi Bassi       | 9         |
| Regno Unito       | 7         |
| Russia            | 85        |
| Stati Uniti       | 1         |
| Svezia            | 10        |
| Svizzera          | 1         |
| Ungheria          | 11        |
| Vietnam           | 45        |
| Classifica (2023) | Posizione |
| Australia         | 18        |
| Austria           | 43        |
| Francia           | 137       |
| Germania          | 68        |
| India             | 5         |
| Portogallo        | 133       |
| Regno Unito       | 50        |
| Svizzera          | 32        |
| Classifica (2024) | Posizione |
| Australia         | 65        |
| Estonia           | 196       |
| India             | 11        |

### Classifiche di fine secolo
| Classifica (2000-2024) | Posizione |
| ---------------------- | --------- |
| Stati Uniti            | 17        |